# Hallein

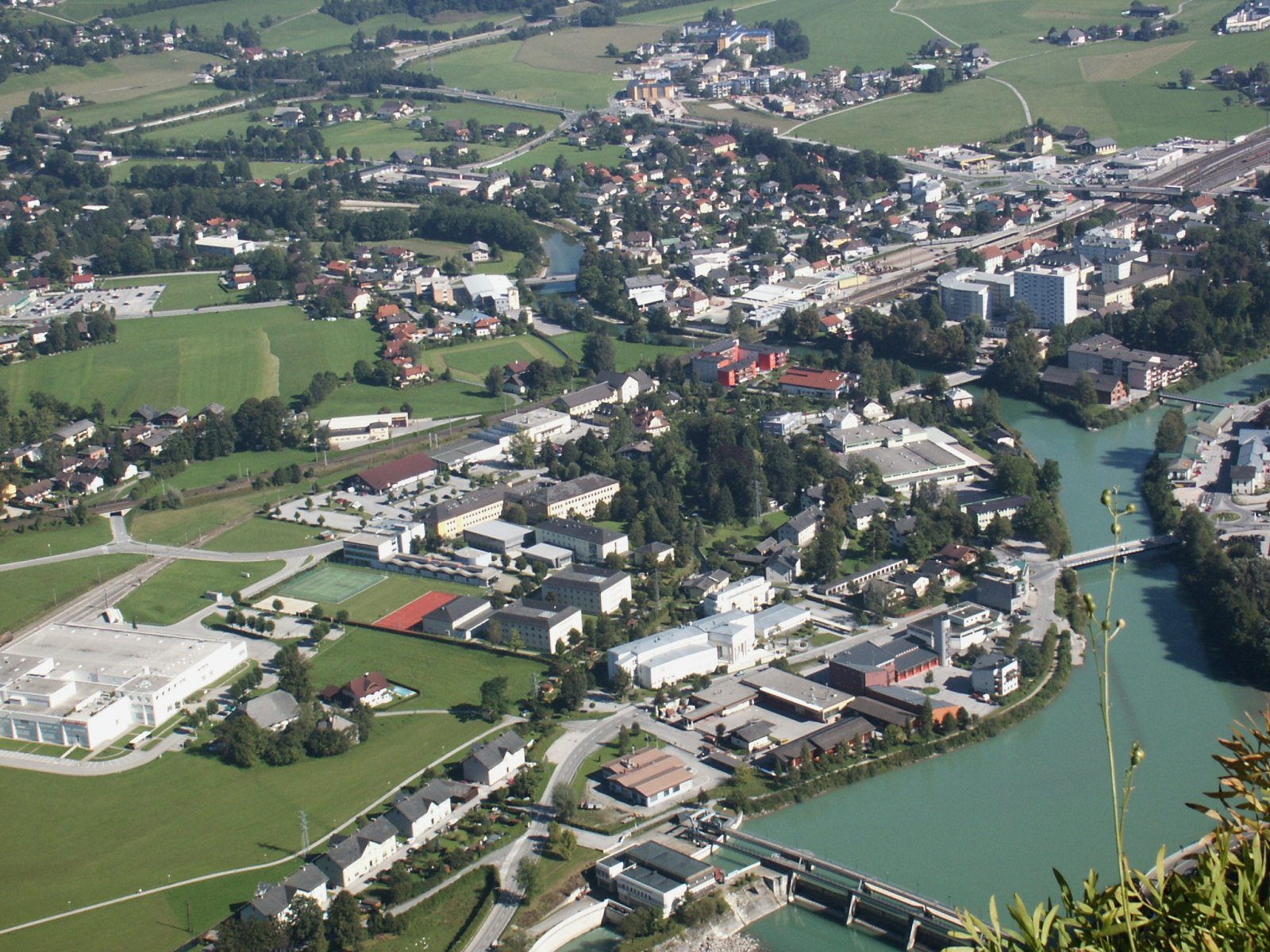
Hallein

Hallein este un oraș situat la ca. 15 km sud de Salzburg în Austria. Orașul este reședința districtului Tennengau fiind und centru industrial important. 
Pe teritoriul localității există un masiv de sare, exploatat din vremuri trecute.
Denumirea de „Hallein” provine din limba celtă (hall - sare sau salină) (în traducere „Orașul sării”). 
În Hallein a trăit Franz Xaver Grubers cel care a compus cântecul de crăciun Stille Nacht. Mormântul lui se află lângă biserica din centrul orașului.

## Personalități născute aici
- Anna Veith (n. 1989), schioare.